# Pal Kastrioti
Pal Kastrioti oder Paul Kastriota (italienisch Paolo Castriota, bl. 1383–15. Juni 1389 in der Schlacht auf dem Amselfeld) war ein albanischer Adliger, der im 14. Jahrhundert lebte. Er ist der erste der Familie Kastrioti, der in historischen Dokumenten erwähnt wird, und Großvater des berühmten albanischen Fürsten Skanderbeg ist.

## Name
Pal Kastriotis Nachname leitet sich möglicherweise von dem griechischen Wort Kastriotis, das für „Burgbewohner“ oder „Burgbefehlshaber“ steht. Der Name könnte sich wiederum von kastron (aus lateinisch castrum) ableiten. Pal Kastriotis Geschlecht war eines der bescheidensten unter den vielfach mit Serbengeschlechtern vergeschwisterten Dynasten Albaniens des 14. Jahrhunderts.

## Leben

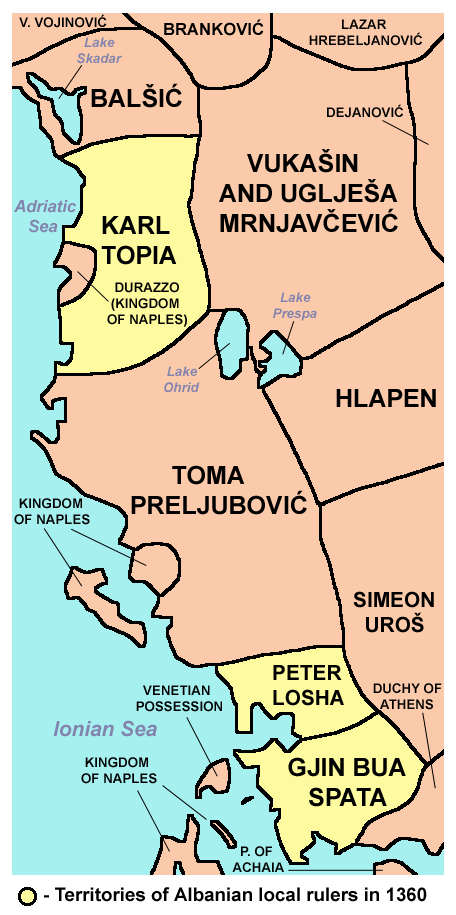
Herrschaftsgebiete (in Gelb) der lokalen albanischen Herrscher nach 1359

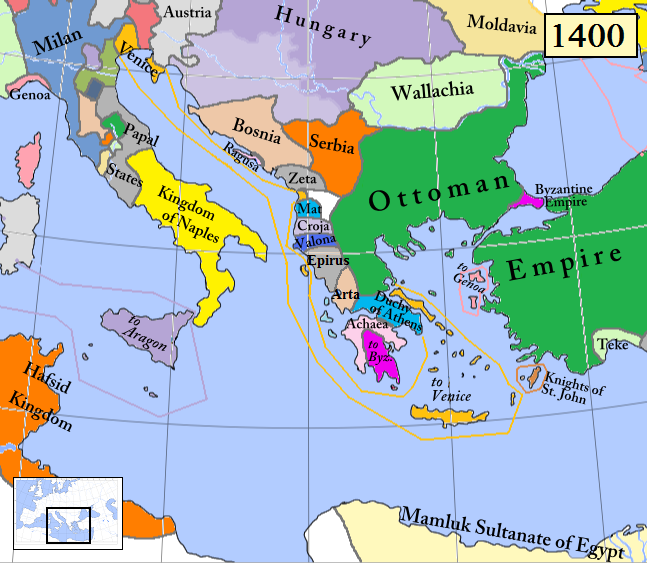
Karte des Balkans um 1400

Die erste Spur der Familie der Kastrioti erscheint möglicherweise am Hofe der Herzöge von Valona, die dort von 1346 bis 1417 erwähnt werden. Der österreichische Historiker und Archivar Heinrich Kretschmayr bestätigt, dass „Paul 1368 als Schloßhauptmann von Kanina bei Valona“ erschien. Ein Kastellan (Hauptmann) wurde 1368 an der Burg Kanina oberhalb von Vlora erwähnt, ob es sich dabei um Pal Kastrioti handelte, wie von Kretschmayr und andernorts behauptet wird, ist gemäß Oliver Jens Schmitt nicht nachgewiesen.
Um 1383 wurde Pal Kastrioti als Herr von zwei Dörfern (Sina und Gard i poshtëm in der Region Dibra) an der Westflanke des Tals des Schwarzen Drins im Nordosten von Albanien aufgeführt. Nach dem jugoslawischen Historiker Ivan Božić hatte Pals Vater die Gebiete in Albanien vom serbischen Monarchen Stefan Uroš IV. Dušan erhalten, nachdem dieser 1345 Berat, Valona und Kanina eingenommen hatte.
1359 wurde die erste balkanisch christliche anti-osmanische Koalition geschlossen, also nur fünf Jahre nach der Ankunft der Osmanen in Europa. Am 15. Juni 1389 unterlag die Koalition der balkanischen Völker (Albaner, Bosniaken, Bulgaren, Walachen, Serben, Ungarn und Dalmatiner) in der Schlacht auf dem Amselfeld dem Sultan des Osmanischen Reiches, Murad I. Pal kämpfte an der Seite seines Sohns Gjon I. und fiel in der Schlacht. Die drei albanischen Fürsten Gjergj II. Balšić und Theodor II. Muzaka zogen sich daraufhin unter der Leitung von Gjon I. Kastrioti in ihre Grenzen zurück, waren aber in der Lage, den Osmanen zu widerstehen und eine christliche albanische Entität zu gründen, die sich von der Südgrenze von Ragusa bis zum Golf von Patras erstreckte.

## Familie
Über Pals Vorfahren ist so gut wie nichts bekannt. Nach dem deutschen Historiker und Byzantinist Karl Hopf soll Pals Vorfahre der Serbe Branilo (ein slawischer Vorname) gewesen sein. In der Zwischenzeit wurde diese Theorie entkräftet. Karl Hopf hat bei der Übersetzung eines mittelalterlichen Dokumentes aus dem Jahr 1368 einen Fehler begangen. Unter den Unterzeichnern befanden sich ein Branilo von Vlora und ein Castrioti von Kanina. Indem Hopf den einzelnen Buchstaben "i" (was "und" bedeutet) übersah, brachte er Branilo Castrioti als Scanderbegs Urgroßvater hervor. Der deutsche Historiker und Orientalist Franz Babinger übernahm die Theorie von Karl Hopf, dass Pals Vater Branilo Kastrioti und serbischer Herkunft war.
Pal soll drei Söhne gehabt haben: Gjon I. Kastrioti (Herr von Matia), der spätere Vater von Gjergj (auch Gjorg oder Georg), bekannt als Skanderbeg, Alexius, der über drei Ortschaften herrschte und Konstantin, der Protosebastos von Sina war. Nach einem venezianischen Dokument wird Konstantin als „dominus Serinae“ (lat.: Eigentümer von Serin) bezeichnet.